# Kepler-20f
Kepler-20f là một hành tinh ngoài hệ Mặt Trời và quay quanh Kepler-20 trong chòm sao Thiên Cầm. Hành tinh này rất đáng chú ý vì nó có bán kính gần tương tự với Trái Đất, được biết cho đến nay. (Các hành tinh gần nhất với ngôi sao thứ tư - (?)), và ở 705 K, nó quá nóng để nước tồn tại ở dạng lỏng trên bề mặt của nó. Thay vào đó, nó được dự đoán có một bầu không khí đậm đặc hơi nước. Cùng với bốn hành tinh khác trong hệ thống, Kepler-20f được công bố vào ngày 20 tháng 12 năm 2011.